# 萨莫·哈卢普卡
萨莫·哈卢普卡（1812年2月27日—1883年5月19日），是斯洛伐克浪漫主义诗人、新教牧师，剧作家扬·哈卢普卡之弟。

## 生平
萨莫·哈卢普卡于1812年出生在奥地利帝国上莱霍塔的一个信仰新教的家庭，父亲亚当·哈卢普卡是一位宗教作家，哥哥扬·哈卢普卡则是一位戏剧作家，著有《克楚尔科沃》（Kocourkovo）等剧作。哈卢普卡早年在凯日马罗克及罗日尼亚瓦的学校就读，后来在布拉迪斯拉发及维也纳的宗教学校学习神学。1830年，哈卢普卡作为志愿者前往波兰参加了十一月起義，以对抗俄罗斯帝国，后在加利西亚负伤，战争结束后，哈卢普卡先在维也纳的神学院求学，后于1835年回到家乡斯洛伐克，在耶尔沙瓦担任新教牧师，1840年其父逝世后，他回到上莱霍塔定居，担任当地信義宗教会的牧师，直到1883年逝世。
在1830年代，哈卢普卡结识了卢多维特·什图尔并与之交好，加入了由后者领导的斯洛伐克民族复兴运动:21，为了躲避匈牙利政府的镇压，哈卢普卡曾经逃到斯洛伐克北部的奥拉瓦及利普托夫，并在当地招募支持者。1861年，哈卢普卡参与签署了《斯洛伐克民族备忘录》，该纲领要求匈牙利议会承认斯洛伐克民族的存在，准许斯洛伐克语的使用及斯洛伐克人的结社自由，但遭到匈牙利束之高阁:23。
1883年，哈卢普卡在家乡上莱霍塔逝世，享年71岁。

## 作品
哈卢普卡是最早使用近现代斯洛伐克语进行文学创作的作家之一，创作了一些历史题材的叙事诗，其作品汲取了斯洛伐克民间文学的元素:21，如创作于1860年的诗作《利卡伊斯基的囚犯》（Likavský väzeň）讲述了斯洛伐克民间俠盜尤拉伊·亞諾希克的故事，赞颂了亚诺希克为自由而抗争的精神，而《耶尔沙瓦的战斗》（Boj pri Jelšave）、《布兰科》（Branko）等诗作则叙述了斯洛伐克民族反抗突厥人入侵的故事。而其代表作则是长诗《干掉他》:21，其标题来自于古代斯拉夫语的战斗口号，讲述古代罗马皇帝进攻斯洛伐克时遭到当地民众反抗的故事，它也反映了19世纪以卢多维特·什图尔为代表的斯洛伐克人热爱家园的情怀。

## 引用

### 註解
1. ↑  一译《战斗吧！》[1]:45